# 萊烏鄉 (多爾日縣)
44°11′N 24°00′E / 44.183°N 24.000°E
萊烏鄉（羅馬尼亞語：Comuna Leu, Dolj），是羅馬尼亞的鄉份，位於該國西南部，由多爾日縣負責管轄，面積94平方公里，海拔高度159米，2007年人口5,145，人口密度每平方公里55人。